# نونگ-دونگ
نونگ-دونگ (به لاتین: Neung-dong) یک منطقهٔ مسکونی در کره جنوبی است.